# Ley marcial

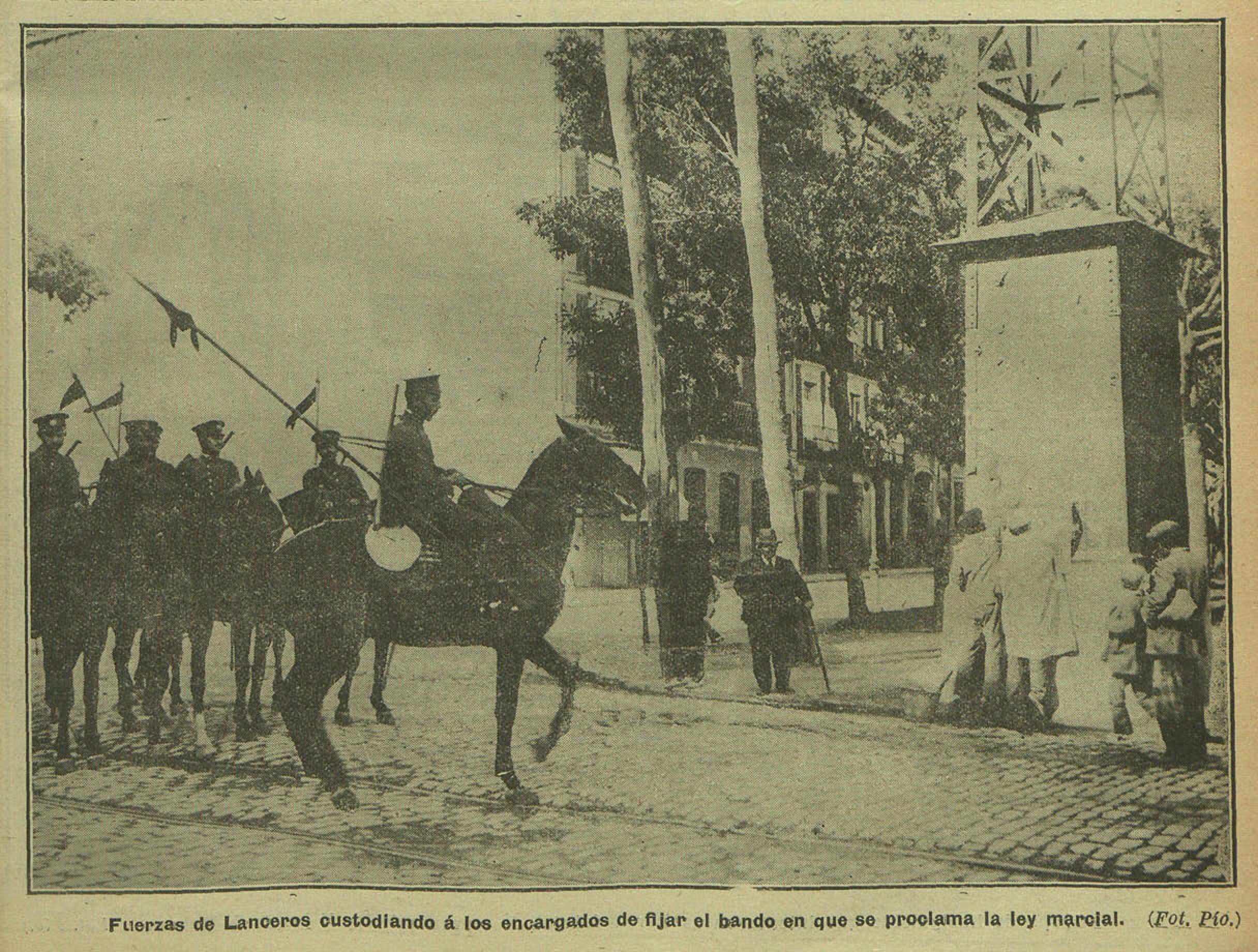
Fuerzas de Lanceros custodiando a los encargados de fijar el bando en que se proclama la ley marcial en Madrid durante la huelga general de 1917

La ley marcial (del latín martiālis, de Marte), estado de guerra o estado de sitio es un estatuto de excepción de aplicación de las normas legales ordinarias (normalmente regulado en la Constitución del Estado), mediante el cual se otorgan facultades extraordinarias a las fuerzas armadas o la policía en cuanto a la administración de jurisdicción y resguardo del orden público, la seguridad o defensa del Estado. Casos usuales de aplicación de la ley marcial son un conflicto armado (en cuyo caso suele ir precedida de una declaración oficial de estado de guerra) o para sofocar rebeliones.
La ley marcial se impone cuando es necesario apoyar las actividades de autoridades y organizaciones militares. Esto ocurre cuando hay necesidades calificadas como «urgentes», en las cuales las instituciones ordinarias de justicia no funcionan o si tales instituciones se estiman lentas o débiles para mantener el control de la nueva situación. La meta de la ley marcial es preservar el orden durante una emergencia.
En general, la ley marcial implica una limitación y suspensión de algunos de los derechos que el ordenamiento garantiza al individuo, además de aplicar procesos sumarios en los juicios y castigos severos más allá de los que se imponen en situaciones normales. En muchos casos de ley marcial, la pena de muerte es impuesta para crímenes que normalmente no serían crímenes capitales, como el saqueo o robos en caso de catástrofes. Los llamados normalmente a ejercer la ley marcial son los tribunales militares.

## Uso
Los gobiernos pueden utilizar la ley marcial para hacer cumplir su gobierno sobre el público, como se ve en varios países que se enumeran a continuación. Estos incidentes pueden ocurrir después de un golpe de Estado, Corea del Sur 3 de diciembre de 2024, (Tailandia en 2006 y 2014, y Egipto en 2013); cuando fue amenazado por una protesta popular (China, protestas de la plaza de Tiananmén de 1989); suprimir la oposición política (ley marcial en Polonia en 1981); o para estabilizar insurrecciones o supuestas insurrecciones (Canadá, la crisis de octubre de 1970). La ley marcial puede declararse en casos de grandes desastres naturales; sin embargo, la mayoría de los países utilizan una construcción legal diferente, como el estado de emergencia.
La ley marcial también se ha impuesto durante los conflictos y en los casos de ocupaciones, donde la ausencia de cualquier otro gobierno civil prevé una población inestable. Ejemplos de esta forma de gobierno militar incluyen la reconstrucción posterior a la Segunda Guerra Mundial en Alemania y Japón, la recuperación y reconstrucción de los ex Estados Confederados de América durante la Era de la Reconstrucción en los Estados Unidos de América después de la guerra civil estadounidense y la ocupación alemana del norte de Francia entre 1871 y 1873 después de que el Tratado de Frankfurt puso fin a la guerra franco-prusiana.
Normalmente, la imposición de la ley marcial acompaña a los toques de queda; la suspensión de la ley civil, los derechos civiles y el habeas corpus; y la aplicación o extensión del derecho militar o la justicia militar a la población civil. Los civiles que desafíen la ley marcial pueden ser sometidos a un tribunal militar (consejo de guerra).

## Regulación por países
Por decisiones de la Corte Suprema de los Estados Unidos en casos ocurridos durante la guerra de Secesión y la Segunda Guerra Mundial, se sostuvo que no era posible aplicar la ley marcial en caso de existir y estar operativos los juzgados civiles llamados a dictar la ley marcial. La ley marcial es la imposición del estado militar, en el cual todos los civiles se convierten en militares, sometidos a las leyes propias del estatuto, aunque debe ser legalizado por el congreso de la nación.

## Por país / región

### Armenia
Durante los enfrentamientos de Nagorno-Karabaj en septiembre de 2020 , el primer ministro armenio, Nikol Pashinyan, declaró la ley marcial.

### Australia
La Guerra Negra fue un período de conflicto violento entre colonos británicos y aborígenes australianos en Tasmania desde mediados de la década de 1820 hasta 1832. Con una escalada de violencia a fines de la década de 1820, el teniente gobernador George Arthur declaró la ley marcial en noviembre de 1828, lo que da inmunidad por matar aborígenes. [4] Permanecería en vigor durante más de tres años, el período más largo de ley marcial en la historia de las colonias británicas en el continente australiano. A partir de 2020, la ley marcial nunca se ha declarado desde que el continente se convirtió en nación.

### Brunéi
Brunéi ha estado bajo una ley marcial desde que ocurrió una rebelión el 8 de diciembre de 1962 conocida como la Revuelta de Brunéi y fue reprimida por las tropas británicas de Singapur. El sultán de Brunéi, el sultán Haji Hassanal Bolkiah Mu'izzaddin Waddaulah, es actualmente el jefe de Estado y también ministro de Defensa y comandante en jefe de las Fuerzas Armadas Reales de Brunéi.[cita requerida]

### Canadá
La Ley de Medidas de Guerra era un estatuto del Parlamento de Canadá que permitía al gobierno asumir amplios poderes de emergencia, sin llegar a la ley marcial, es decir, los militares no administraban justicia, que seguía en manos de los tribunales. El acto fue invocado tres veces: durante la Primera Guerra Mundial, la Segunda Guerra Mundial y la Crisis de Octubre de 1970. En 1988, la Ley de Medidas de Guerra fue reemplazada por la Ley de Emergencias.[cita requerida]
Durante la era colonial , la ley marcial fue proclamada y aplicada en el territorio de la provincia de Quebec durante la invasión de Canadá por el Ejército Continental durante la Guerra Revolucionaria Americana en 1775-1776. También se aplicó dos veces en la provincia del Bajo Canadá durante las insurrecciones de 1837-1838 . El 5 de diciembre, tras los sucesos de noviembre de 1837, el gobernador Gosford proclamó la ley marcial en el distrito de Montreal , sin el apoyo de la Asamblea Legislativa del Bajo Canadá.. Se impuso hasta el 27 de abril de 1838. La ley marcial fue proclamada por segunda vez el 4 de noviembre de 1838, esta vez por el gobernador en funciones John Colborne , y se aplicó en el distrito de Montreal hasta el 24 de agosto de 1839.

### China
En China, la ley marcial en el gobierno de Beiyang podría remontarse al último año de la dinastía Qing. El esbozo de un proyecto de constitución de 1908, inspirado en la Constitución Meiji de Japón, incluía disposiciones para la ley marcial. El Gobierno Provisional de la República de China promulgó la Constitución Provisional en marzo de 1911, que autorizaba al Presidente a declarar la ley marcial en tiempos de emergencia. La Ley de Declaración de la Ley Marcial fue emitida por el gobierno nacionalista más tarde en la década de 1920 y enmendada en la década de 1940. Después de la Segunda Guerra Mundial, la isla de Taiwán volvió al control de China dada la inminente retirada de las fuerzas japonesas y el gobierno colonial. La ley marcial fue declarada por primera vez en 1947 en la provincia de Taiwán después del incidente del 28 de febrero , luego nuevamente en 1949 cuando la guerra civil china también se estaba librando en todo el país a pesar de la democracia prometida en la Constitución de la República de China (el gobierno central se negó a implementar la constitución de Taiwán hasta después de 1949).[cita requerida]
Después de que el gobierno central de China, liderado por los nacionalistas, perdiera todo el control del continente ante el Partido Comunista de China y se retirara a Taiwán en 1949, la necesidad percibida de reprimir las actividades comunistas en Taiwán se utilizó como justificación para no levantar la ley marcial hasta treinta y ocho años. más tarde en 1987, justo antes de la muerte del entonces presidente Chiang Ching-kuo . El período de la ley marcial de Taiwán fue uno de los más largos de la historia moderna, después del de Siria (1967-2011).
La ley marcial se impuso en Pekín en 1989, luego de las protestas de 1989 en la Plaza de Tiananmen por parte del gobierno comunista en China continental.[cita requerida]

### Egipto
Ley marcial en Egipto: tanques egipcios utilizados en un puesto de control cerca del centro de Tahrir durante la revolución egipcia de 2011.[cita requerida]
En Egipto, el estado de emergencia ha estado en vigor casi continuamente desde 1967. Tras el asesinato del presidente Anwar el-Sadat en 1981, se declaró el estado de emergencia. Egipto ha estado en estado de emergencia desde entonces, con pocas excepciones. El Parlamento había renovado las leyes de emergencia cada tres años desde que se impusieron. La legislación se prorrogó en 2003 y debía expirar a finales de mayo de 2006; había planes para reemplazarlo con nuevas leyes antiterroristas. Pero después de los atentados de Dahab en abril de ese año, se renovó el estado de emergencia por otros dos años. En mayo de 2008 hubo una nueva prórroga hasta junio de 2010. En mayo de 2010, el estado de emergencia se amplió aún más, aunque con la promesa del gobierno de que se aplicaría únicamente a los sospechosos de «terrorismo y drogas».
El estado de emergencia otorga a los tribunales militares el poder de juzgar a civiles y permite al gobierno detener por períodos renovables de 45 días y sin órdenes judiciales a cualquier persona que se considere una amenaza para la seguridad del estado. Las manifestaciones públicas están prohibidas por la legislación. El 10 de febrero de 2011, el expresidente de Egipto, Hosni Mubarak prometió la supresión del artículo constitucional relevante que da legitimidad al estado de emergencia en un intento de complacer al número masivo de manifestantes que le exigieron su dimisión. El 11 de febrero de 2011, el presidente dimitió y el vicepresidente Omar Suleiman introdujo de facto al país a la ley marcial al transferir todos los poderes civiles de la institución presidencial a la institución militar. Significó que los poderes ejecutivos presidenciales, los poderes legislativos parlamentarios y los poderes judiciales se transfirieron directamente al sistema militar, que puede delegar poderes en cualquier institución civil dentro de su territorio.[cita requerida]
El ejército emitió en su tercer anuncio el «fin del estado de emergencia tan pronto como se restablezca el orden en Egipto». Antes de la ley marcial, el parlamento egipcio según la constitución tenía el poder civil para declarar el estado de emergencia. Cuando estaban en la ley marcial, los militares obtuvieron todos los poderes del estado, incluso para disolver el parlamento y suspender la constitución como lo hizo en su quinto anuncio. Bajo la ley marcial, el único marco legal dentro del territorio egipcio son los anuncios numerados de los militares. Estos anuncios podrían, por ejemplo, ordenar que cualquier ley civil vuelva a entrar en vigor. Los anuncios militares (comunicados) son la única constitución y el marco legal vigentes de facto para el territorio egipcio.[cita requerida]

### Islandia
La constitución islandesa no proporciona ningún mecanismo para la declaración de guerra, la ley marcial ni el estado de emergencia.[cita requerida]

### Indonesia
El 18 de mayo de 2003, durante una actividad militar en Aceh, por orden del presidente, el Jefe del Ejército de Indonesia impuso la ley marcial por un período de seis meses para eliminar ofensivamente a los separatistas de Aceh.[cita requerida]

### Irán
El 7 de septiembre de 1978, en respuesta a manifestaciones públicas de protesta por la supuesta participación del gobierno en la muerte del hijo del ayatolá Jomeini, Mostafa Jomeini , Shah Mohammad Reza Pahlavi nombró al Jefe del Estado Mayor del Ejército, general Gholam Ali Oveisi, como gobernador militar de la ciudad capital de Teherán. El 8 de septiembre, el gobierno declaró efectivamente la ley marcial en la capital junto con varias otras ciudades en todo el país, después de lo cual estallaron más protestas que llevaron al ejército a abrir fuego contra un grupo de manifestantes en la plaza Jaleh de Teherán el mismo día. . Las estimaciones sobre el número de víctimas varían; Sin embargo, según el activista de derechos humanos iraní Emadeddin Baghi, el número de personas muertas fue de 88, de las cuales 64 fueron abatidas a tiros en la plaza Jaleh.  El día a menudo se conoce como Viernes Negro. Incapaz de controlar los disturbios, el Sha disolvió el gobierno civil encabezado por el primer ministro Jafar Sharif-Emami el 6 de noviembre y nombró al general Gholam Reza Azhari como primer ministro, quien finalmente fracasó en sus esfuerzos por restaurar el orden en el país. Mientras se preparaba para salir del país, el Sha disolvió el gobierno militar y nombró a Shapour Bakhtiar., un crítico reformista de su gobierno, como nuevo primer ministro el 4 de enero de 1979. El gobierno de Bakhtiar cayó el 11 de febrero y dio lugar a la República Islámica y la creación de una nueva constitución.
El artículo 79 de la Constitución de la República Islámica del Irán prohíbe la proclamación de la ley marcial sin la aprobación de la Asamblea Consultiva Islámica.

### Irlanda
En 1916, durante el Levantamiento de Pascua, Lord Wimborne, el Lord Teniente de Irlanda , declaró la ley marcial para mantener el orden en las calles de Dublín . Posteriormente, se extendió tanto en duración como en alcance geográfico a todo el país con el consentimiento del gobierno británico. Gran parte de Irlanda fue declarada bajo la ley marcial por las autoridades británicas durante la Guerra de Independencia de Irlanda . Una gran parte de Irlanda también estuvo bajo la ley marcial de facto durante la guerra civil irlandesa.[cita requerida]
La actual Constitución irlandesa permite la ley marcial si el gobierno declara el estado de emergencia, sin embargo, la pena capital está prohibida en todas las circunstancias, incluido el estado de emergencia.[cita requerida]

### Israel
El gobierno administrativo militar estuvo en vigor desde 1949 hasta 1966 en algunas áreas geográficas de Israel con grandes poblaciones árabes , principalmente el Negev , Galilea y el Triángulo . Los residentes de estas áreas estaban sujetos a la ley marcial. Las Fuerzas de Defensa de Israel hicieron cumplir estrictas reglas de residencia. Cualquier árabe no registrado en un censo realizado durante noviembre de 1948 fue deportado. Debían obtenerse permisos del gobernador militar para viajar a más de una distancia determinada desde el lugar de residencia registrado de una persona, y toque de queda , detenciones administrativas, y las expulsiones eran comunes. Aunque la administración militar era oficialmente para áreas geográficas, y no para personas, sus restricciones rara vez se aplicaban a los residentes judíos de estas áreas. A principios de la década de 1950, la ley marcial dejó de estar en vigor para los ciudadanos árabes que vivían en las ciudades predominantemente judías de Jaffa, Ramla y Lod, que constituían un total de aproximadamente el 15% de la población árabe de Israel. Pero el régimen militar se mantuvo en el lugar de la población árabe restante en otras partes de Israel hasta 1966.
Este período es recordado por su extrema represión de los derechos políticos, así como por la inexplicable brutalidad militar. La mayor parte de la organización política y civil estaba prohibida. Volar de bandera palestina , así como otras expresiones de patriotismo palestina estaban prohibidos. Además, a pesar de la teórica garantía de plenos derechos políticos, el personal del gobierno militar frecuentemente amenazaba a los ciudadanos árabes si no votaban en las elecciones por los candidatos favorecidos por las autoridades. Quizás la incidencia más conmemorada de brutalidad militar en este período de tiempo fue la masacre de Kafr Qasim en 1956, en la que la Policía de Fronteras de Israelmató a 48 personas (19 hombres, 6 mujeres y 23 niños de entre 8 y 17 años) cuando regresaban a casa del trabajo por la noche. El ejército israelí había ordenado que todas las aldeas árabes próximas a la Línea Verde estuvieran sometidas al toque de queda. Sin embargo, esta orden entró en vigor antes de que se notificara a los residentes de estas localidades, incluidos los residentes de Kafr Qasim.
Después de la guerra de 1967, en la que el ejército israelí ocupó Cisjordania, la Franja de Gaza, los Altos del Golán en Siria y la península del Sinaí en Egipto, la ley marcial sobre la población palestina , así como las poblaciones jordana, siria y egipcia en estas áreas se puso en su lugar. En 1993, los acuerdos de Oslo I facilitaron un autogobierno limitado para los palestinos bajo la Autoridad Nacional Palestina . Oficialmente, solo partes del Área C en Cisjordania están bajo la ley marcial.
Durante la guerra del Líbano de 2006 , el ministro de Defensa, Amir Peretz, declaró la ley marcial en el norte del país. Se otorgó a las Fuerzas de Defensa de Israel la autoridad para dar instrucciones a los civiles y cerrar oficinas, escuelas, campamentos y fábricas en ciudades consideradas amenazadas de ataque, así como para imponer toques de queda en ciudades del norte.
Las instrucciones del Home Front Command son obligatorias según la ley marcial, en lugar de meramente recomendadas. La orden firmada por Peretz estuvo en vigor durante 48 horas y fue prorrogada por el Gabinete y el Comité de Defensa y Asuntos Exteriores de la Knesset durante la duración de la guerra.

### Mauricio
Mauricio es conocido por ser un estilo de democracia de «Westminster», pero un sistema peculiar que se impuso en Mauricio durante un período de disturbios civiles en 1968 como medida de emergencia, nunca ha sido derogado y todavía es utilizado por la fuerza policial allí hasta el día de hoy. El sistema, que aparentemente no tiene ningún fundamento en la constitución de Mauricio, permite a la policía arrestar sin tener que demostrar una sospecha razonable de que se ha cometido un delito, sino simplemente mediante la presentación de «información provisional» al magistrado. Luego, el acusado es puesto en prisión preventiva o bajo fianza y se le exige que se presente a la policía o al tribunal de forma regular, a veces todos los días. Hay ejemplos de este sistema que se utiliza para intimidar o coaccionar a las personas en litigios civiles.

### Pakistán
La ley marcial fue declarada en Pakistán el 7 de octubre de 1958 por el presidente Iskander Mirza, quien luego nombró al general Muhammad Ayub Khan como administrador principal de la Ley Marcial y Aziz Ahmad como secretario general y administrador adjunto de la Ley Marcial. Sin embargo, tres semanas después el general Ayub —que había cuestionado abiertamente la autoridad del gobierno antes de la imposición de la ley marcial— depuso a Iskandar Mirza el 27 de octubre de 1858 y asumió la presidencia que prácticamente formalizó la militarización del sistema político en Pakistán. Cuatro años más tarde se adoptó un nuevo documento, la Constitución de 1962. La segunda ley marcial se impuso el 25 de marzo de 1969, cuando el presidente Ayub Khan derogó la Constitución de 1962 y entregó el poder al comandante en jefe del ejército, general Agha Mohammad Yahya Khan. Al asumir la presidencia, el general Yahya Khan accedió a las demandas populares al abolir el sistema de una unidad en Pakistán Occidental y ordenó elecciones generales sobre el principio de un hombre por voto.[cita requerida]
El tercero fue impuesto por Zulfikar Ali Bhutto, el primer civil en ocupar este cargo en Pakistán después de la guerra de liberación de Bangladés. El 21 de diciembre de 1971, Bhutto asumió este cargo y el de presidente.[cita requerida]
El cuarto fue impuesto por el general Muhammad Zia-ul-Haq el 5 de julio de 1977. Después de varios años tumultuosos, que fueron testigos de la secesión del Pakistán Oriental, el político Zulfikar Ali Bhutto asumió en 1971 como el primer administrador civil de la ley marcial en la historia reciente. imponiendo la ley marcial selectiva en áreas hostiles a su gobierno, como la provincia más grande del país, Baluchistán . Tras un desorden civil generalizado, el general Zia derrocó a Bhutto e impuso la ley marcial en su totalidad el 5 de julio de 1977, en un golpe de Estado incruento. Se controlaron zonas inestables mediante acciones militares indirectas, como Baluchistán bajo el gobernador de la ley marcial, el general Rahimuddin Khan. El gobierno civil se reanudó en 1988 tras la muerte del general Zia en un accidente automovilístico.[cita requerida]
El 3 de noviembre de 2007, el presidente general Musharraf declaró el estado de emergencia en el país, que se afirma es equivalente al estado de la ley marcial, ya que se suspendió la constitución de Pakistán de 1973 y se despidió a los jueces principales de la Corte Suprema.[cita requerida]
El 12 de noviembre de 2007, Musharraf emitió algunas enmiendas a la Ley Militar, que otorgó a las fuerzas armadas algunos poderes adicionales.[cita requerida]

### Filipinas
Durante la Segunda Guerra Mundial, el presidente José P. Laurel colocó a Filipinas (entonces un estado cliente del Japón Imperial) bajo la ley marcial a través de la Proclamación N.º 29, con fecha 21 de septiembre de 1944 y aplicada al día siguiente a las 09:00 PST. La Proclamación N.º 30 se emitió el 23 de septiembre, declarando la existencia de un estado de guerra entre Filipinas y los Estados Unidos y el Reino Unido, efectivo a las 10:00 de ese día.[cita requerida]
El país estuvo nuevamente bajo la ley marcial de 1972 a 1981 bajo el presidente Ferdinand Marcos. La Proclamación N.º 1081 («Proclamación de un estado de ley marcial en Filipinas») se firmó el 21 de septiembre de 1972 y entró en vigor el 22 de septiembre. La razón oficial detrás de la declaración fue reprimir los crecientes conflictos civiles y la amenaza de una toma del poder comunista , particularmente después de una serie de atentados (incluido el atentado de Plaza Miranda ) y un intento de asesinato del ministro de Defensa, Juan Ponce Enrile, en Mandaluyong.[cita requerida]
La política de la ley marcial fue inicialmente bien recibida, pero finalmente resultó impopular ya que habían surgido los abusos de los derechos humanos por parte de los militares (por ejemplo, el uso de la tortura en la recopilación de inteligencia, las desapariciones forzadas), junto con la decadencia y el exceso de la familia Marcos y sus aliados. Sin embargo, la ley marcial en Filipinas trajo muchos proyectos de infraestructura. Casi toda esa infraestructura era funcional. Junto con las recesiones económicas, estos factores fermentaron la disidencia en varios sectores (por ejemplo, la clase media urbana ) que cristalizó con el asesinato del opositor senador Benigno Aquino Jr. , encarcelado en 1983, y el fraude generalizado en el país de las elecciones anticipadas 1986. Estos finalmente llevaron a la Revolución del Poder Popular de 1986 que derrocó a Marcos y lo obligó a exiliarse en Hawái, donde murió en 1989; su candidata presidencial rival y la viuda de Aquino, Corazón, fue instalada como su sucesora.[cita requerida]
Durante este período de 9 años, se implementaron toques de queda como medida de seguridad. La mayoría de las cadenas de radio y televisión fueron suspendidas. Los periodistas acusados de hablar en contra del gobierno fueron tomados como presos políticos, algunos de ellos para ser abusados físicamente y torturados por las autoridades.[cita requerida]
Hubo rumores de que la presidenta Gloria Macapagal Arroyo planeaba imponer la ley marcial para poner fin a los complots militares de golpe de Estado , el descontento general de la población civil y las críticas a su legitimidad derivadas de los dudosos resultados de las elecciones presidenciales de 2004. En cambio, en 2006 se impuso un estado de emergencia nacional del 24 de febrero al 3 de marzo, con el fin de sofocar un intento de golpe y sofocar a los manifestantes.[cita requerida]
El 4 de diciembre de 2009, el presidente Arroyo colocó oficialmente a la provincia de Maguindanao bajo un estado de ley marcial mediante la Proclamación N.º 1959. Al igual que con la última imposición, la declaración suspendió el recurso de habeas corpus en la provincia. El anuncio se produjo días después de que cientos de tropas gubernamentales fueran enviadas a la provincia para asaltar las armerías del poderoso clan Ampatuan. Los ampatuanos estuvieron implicados en la masacre de 58 personas, incluidas mujeres del clan rival Mangudadatu , abogados de derechos humanos y 31 trabajadores de los medios de comunicación. Citado como uno de los incidentes más sangrientos de violencia políticaEn la historia de Filipinas, la masacre fue condenada en todo el mundo como la peor pérdida de vidas de profesionales de los medios de comunicación en un día.
El 23 de mayo de 2017, el presidente Rodrigo Duterte declaró la ley marcial en toda la principal isla sureña de Mindanao, a través de la Proclamación n.º 216 , debido al ataque del Grupo Maute en la ciudad de Marawi, Lanao del Sur. Fue anunciado en una sesión informativa en Moscú por el secretario Ernesto Abella, y estuvo en vigor hasta diciembre de 2019.

### Polonia

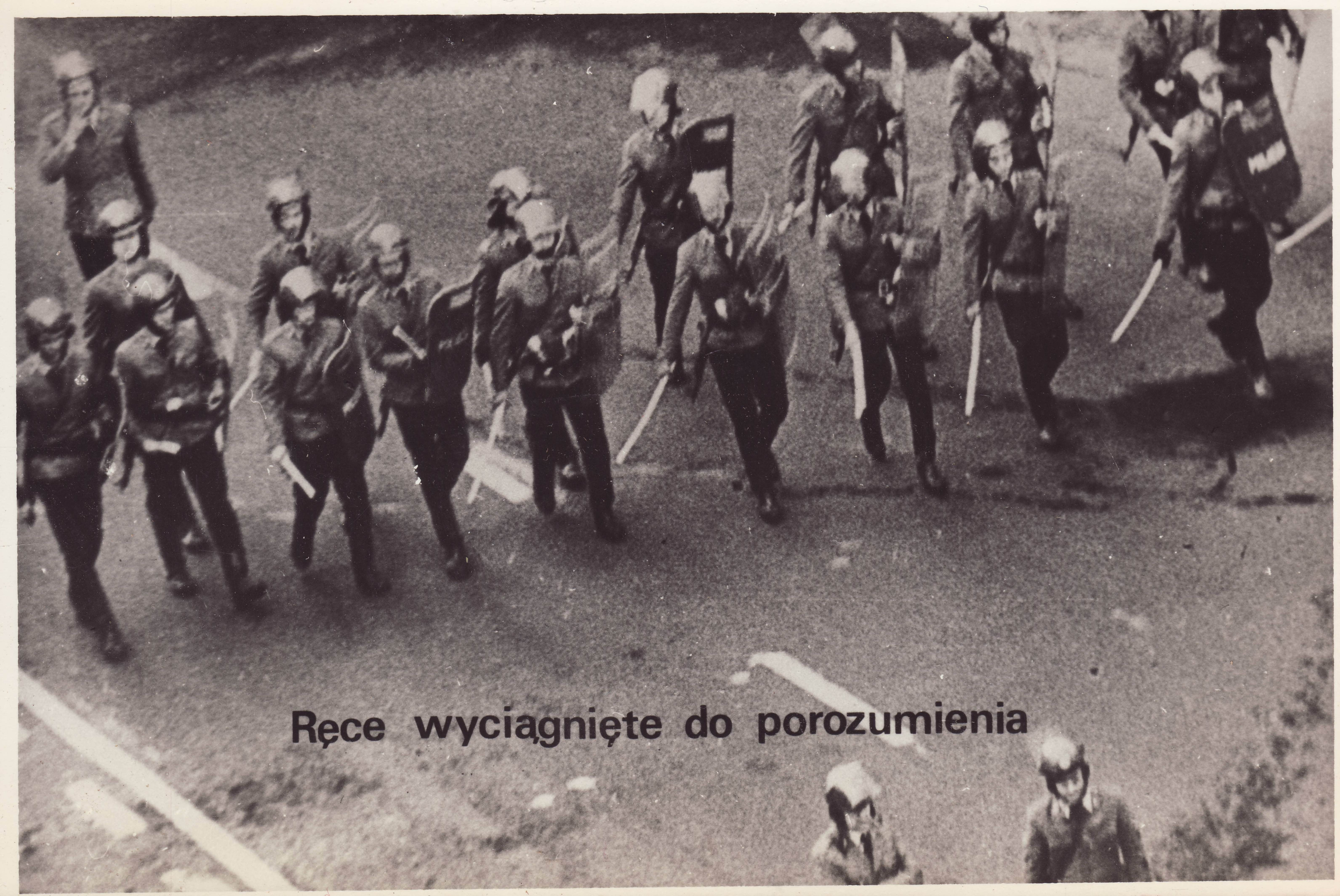
Escuadrones de la ZOMO polaca con porras policiales se preparan para dispersar violentamente a los manifestantes durante la ley marcial en Polonia, 1981-1983. La leyenda sarcástica dice «manos extendidas de comprensión» o «manos extendidas para estar de acuerdo», con porras que simbolizan irónicamente las manos. 91 manifestantes murieron a manos del ZOMO y los Servicios Secretos (SB).

La ley marcial fue introducida en la Polonia comunista el 13 de diciembre de 1981 por el general Wojciech Jaruzelski para evitar que la oposición democrática ganara popularidad y poder político en el país. Miles de personas vinculadas al Movimiento de Solidaridad , incluido Lech Wałęsa , fueron arrestadas y detenidas arbitrariamente. Aproximadamente 91 muertes se atribuyen a la ley marcial, incluidos 9 mineros baleados por la fuerza policial durante la pacificación de la huelga de la mina de carbón Wujek. Se establecieron toques de queda, censura y racionamiento de alimentos. Se impuso una prohibición de viajar a nivel nacional. La ley marcial fue finalmente levantada el 22 de julio de 1983. La sociedad polaca contemporánea está dividida en opiniones sobre la necesidad de introducir la ley marcial en 1981. Algunos la ven como un mal menor que era necesario para detener una posible intervención militar soviética como la de Varsovia. El pacto , que Polonia firmó en 1955, permitió a otros países del bloque del Este intervenir si creían que el comunismo estaba en peligro.[cita requerida]

### Corea del Sur
En octubre de 1946, el Gobierno Militar del Ejército de los Estados Unidos en Corea declaró la ley marcial como resultado de los disturbios de Daegu. El 17 de noviembre de 1948, el régimen del presidente Syngman Rhee proclamó una ley marcial para sofocar el Levantamiento de Jeju. El 19 de abril de 1960, el gobierno de Syngman Rhee proclamó una ley marcial para reprimir la Revolución de Abril. El 3 de diciembre del 2024 el gobierno de Yoon Suk proclamó la ley marcial nuevamente 

### Suiza
En Suiza no existe ninguna disposición que regule la ley marcial como tal. Según la Ley del Ejército de 1995, las autoridades cantonales (estatales) pueden recurrir al ejército para solicitar asistencia (Assistenzdienst). Esto sucede habitualmente en el caso de desastres naturales o requisitos de protección especial (por ejemplo, para el Foro Económico Mundial en Davos). Sin embargo, esta asistencia generalmente requiere autorización parlamentaria y se lleva a cabo en el marco legal regular y bajo el liderazgo civil de las autoridades cantonales. Por otro lado, las autoridades federales están autorizadas a utilizar al ejército para hacer cumplir la ley y el orden cuando los cantones ya no puedan o no quieran hacerlo (Ordnungsdienst). Con esto vinieron muchos puntos de referencia significativos. Este poder cayó en gran medida en desuso después de la Segunda Guerra Mundial.

### Siria
El régimen entre el golpe de Estado en Siria de 1963 y 2011 es el período más largo de ley marcial activa.

### Tailandia
La ley marcial en Tailandia deriva de la autoridad legal de la ley promulgada por el rey Vajiravudh después de la abortada revuelta del palacio de 1912, titulada «Ley marcial, BE 2457 (1914)». Se han intentado o se han logrado muchos golpes de estado desde entonces, pero la Ley que rige la ley marcial, enmendada en 1942, 1944, 1959 y 1972, se ha mantenido esencialmente igual. En enero de 2004, el primer ministro de Tailandia, Thaksin Shinawatra, declaró el estado de ley marcial en las provincias de Pattani, Yala y Narathiwat en respuesta a la creciente insurgencia del sur de Tailandia. El 19 de septiembre de 2006, las Fuerzas Armadas Reales de Tailandia declararon la ley marcial luego de un golpe militar incruento en la capital tailandesa de Bangkok, declarado mientras el primer ministro Shinawatra se encontraba en la ciudad de Nueva York para dirigirse a la Asamblea General de las Naciones Unidas. El general Sonthi Boonyaratglin tomó el control del gobierno y poco después entregó el cargo de primer ministro al exjefe general del ejército Surayud. El propio Sonthi es Jefe del Consejo de Reforma Administrativa. A las 3 a. m. del 20 de mayo de 2014, luego de siete meses de disturbios civiles y políticos, el Comandante en Jefe del Ejército, General Prayut Chan-ocha, declaró la ley marcial en todo el país.

### Turquía
Desde la fundación de la República de Turquía en 1923, las Fuerzas Armadas turcas llevaron a cabo tres golpes de estado y anunciaron la ley marcial. La ley marcial entre 1978 y 1983 fue reemplazada por un estado de emergencia en un número limitado de provincias que duró hasta noviembre de 2002. El 15 de julio de 2016, se dijo que el Consejo de Paz en Casa había implícito la ley marcial en una transmisión en TRT durante el Intento de golpe de Estado turco de 2016.

### Ucrania

2018 ley marcial en partes de Ucrania.

Las restricciones de la ley marcial se definieron en una ley de 2015 «Sobre el régimen legal de la ley marcial». El presidente decide sobre la declaración de la ley marcial y luego la Rada Suprema (parlamento) debe aprobarla.
El 26 de noviembre de 2018, los legisladores de la Rada Suprema respaldaron abrumadoramente la imposición de la ley marcial por parte del presidente Petró Poroshenko en las regiones costeras de Ucrania y en las fronteras de la Federación de Rusia y Transnistria, una región separatista no reconocida de Moldavia que tiene tropas rusas estacionadas en su territorio, en respuesta a los disparos y la incautación de buques de guerra ucranianos por parte de Rusia cerca de la península de Crimea un día antes. Un total de 276 legisladores en Kiev respaldaron la medida, que entró en vigor el 28 de noviembre de 2018 y expirará automáticamente en 30 días.
El 24 de febrero de 2022, el presidente ruso Vladímir Putin anunció el inicio de una operación militar en la Región del Donbás, en el este de Ucrania, registrándose ataques en ciudades ucranianas como Kiev y Kramatorsk, razón por la que el presidente ucraniano Volodímir Zelenski anunció ese mismo día la imposición de esta ley en todo el territorio de ese país.

### Estados Unidos
En los Estados Unidos, la ley marcial ha sido declarada a nivel estatal o municipal bajo diversas circunstancias, incluso después de un ataque extranjero directo (Hawái después del ataque japonés a la Marina estadounidense estacionada en Pearl Harbor; Nueva Orleans durante la batalla de Nueva Orleans); después de un gran desastre (Chicago después del Gran Incendio de Chicago de 1871; San Francisco después del terremoto de 1906); y en respuesta al caos resultante de disturbios en el marco de la protesta social y los actos de violencia de turbas racistas durante la lucha contra la segregación racial (San Francisco durante la huelgas portuarias de la costa oeste de 1934; Montgomery, Alabama, luego de las acciones de violentas turbas contra los Freedom Riders- militantes por los derechos humanos de los afrodescendientes). También ha sido declarada por líderes locales en rebelión y prófugos de la justicia o para aplacar levantamientos contra su propia autoridad (Nauvoo, Illinois por José Smith durante la Guerra Mormona de Illinois y Utah por el gobernador Brigham Young durante la Guerra de Utah).
El concepto de ley marcial en los Estados Unidos está estrechamente relacionado con el derecho de habeas corpus, que es en esencia el derecho a una audiencia sobre el encarcelamiento legal, o más ampliamente, la supervisión de la aplicación de la ley por parte del poder judicial. La posibilidad de suspender el habeas corpus está relacionada con la imposición de la ley marcial.  El artículo 1, sección 9 de la Constitución de los Estados Unidos establece que «el privilegio del auto de hábeas corpus no se suspenderá, a menos que, en casos de rebelión o invasión, la seguridad pública lo requiera». Ha habido muchos casos del uso del ejército dentro de las fronteras de los Estados Unidos, como durante la Rebelión del Whisky y en el Sur durante el Movimiento de Derechos Civiles, pero estos actos no equivalen a una declaración de ley marcial. La distinción debe hacerse tan clara como la que existe entre la ley marcial y la justicia militar: el despliegue de tropas no significa necesariamente que los tribunales civiles no puedan funcionar y, como ha señalado la Corte Suprema , esa es una de las claves de la ley marcial.
En la ley de los Estados Unidos, la ley marcial está limitada por varias decisiones judiciales dictadas entre la guerra civil estadounidense y la Segunda Guerra Mundial. En 1878, el Congreso aprobó la Ley Posse Comitatus, que, dependiendo de las circunstancias, puede prohibir la participación militar estadounidense en la aplicación de la ley nacional sin la aprobación del Congreso.[cita requerida]

### Yugoslavia
Durante las guerras de Yugoslavia en 1991, se declaró un «estado de amenaza de guerra directa». Aunque las fuerzas de toda la RFSY se incluyeron en este conflicto, la ley marcial nunca se anunció, pero después de la secesión, Croacia y Bosnia y Herzegovina declararon la ley marcial. El 23 de marzo de 1999, se declaró un «Estado de amenaza de guerra directa» en Yugoslavia, tras la posibilidad de ataques aéreos de la OTAN. Al día siguiente de que comenzaran las huelgas, se declaró la ley marcial, que duró hasta junio de 1999, aunque las huelgas terminaron el 10 de junio, tras el Tratado de Kumanovo.[cita requerida]